# SMIM24
SMIM24 (англ. Small integral membrane protein 24) – білок, який кодується однойменним геном, розташованим у людей на короткому плечі 19-ї хромосоми. Довжина поліпептидного ланцюга білка становить 130 амінокислот, а молекулярна маса — 14 964.
| 10         |  | 20         |  | 30         |  | 40         |  | 50         |
| ---------- |  | ---------- |  | ---------- |  | ---------- |  | ---------- |
| METLGALLVL |  | EFLLLSPVEA |  | QQATEHRLKP |  | WLVGLAAVVG |  | FLFIVYLVLL |
| ANRLWCSKAR |  | AEDEEETTFR |  | MESNLYQDQS |  | EDKREKKEAK |  | EKEEKRKKEK |
| KTAKEGESNL |  | GLDLEEKEPG |  | DHERAKSTVM |  |            |  |            |

A: Аланін

C: Цистеїн

D: Аспарагінова кислота

E: Глутамінова кислота

F: Фенілаланін

G: Гліцин

H: Гістидин

I: Ізолейцин

K: Лізин

L: Лейцин

M: Метіонін

N: Аспарагін

P: Пролін

Q: Глутамін

R: Аргінін

S: Серин

T: Треонін

V: Валін

W: Триптофан

Локалізований у мембрані.